# Nd

Logo bis 10. Juli 2020

Logo im Januar 2018

Logo bis September 2011

Das nd (ehemals neues deutschland und zuvor Neues Deutschland) ist eine überregionale Tageszeitung (Ausgaben nd.DerTag und nd.DieWoche) mit Leserschwerpunkt in Ostdeutschland. Die Zeitung mit Sitz in Berlin versteht sich als sozialistische Tageszeitung. 
Von 1946 bis 1989 war das Blatt das Zentralorgan der SED. Ab Dezember 1989 bis Anfang 2007 befand sich die Zeitung über eine GmbH im Besitz der Nachfolgepartei PDS. Danach gehörte sie bis 2021 jeweils zu 50 Prozent der Föderativen Verlags-, Consulting- und Handelsgesellschaft mbH – FEVAC, treuhänderisch für die Partei Die Linke mit 50 Prozent Nominalkapital, und der Communio Beteiligungsgenossenschaft eG mit dem ehemaligen MfS-Offizier Matthias Schindler als Hauptanteilseigner, der auch als Geschäftsführer des Verlages fungierte. Seit dem 1. Januar 2022 hat sie die Rechtsform einer Genossenschaft. 
Unter den Chefredakteuren der Zeitung waren von 1956 bis 1966 Hermann Axen, der später zum Mitglied des Politbüros des ZK der SED aufstieg, von 1971 bis 1978 Joachim Herrmann, der anschließend Leiter der ZK-Abteilung Agitation wurde und ebenfalls zum Mitglied des Politbüros des ZK der SED aufstieg, und von 2013 bis 2017 Tom Strohschneider. Seit 2020 gibt es eine kollektive Redaktionsleitung; dieses Leitungskollektiv besteht seit 2024 aus Regina Stötzel, Ines Wallrodt und Oliver Kern.

## Geschichte

### Sowjetische Besatzungszone und DDR

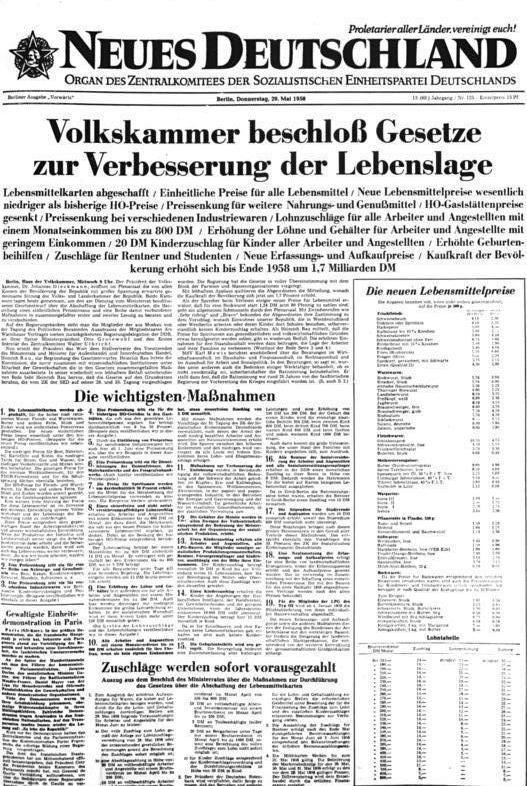
Titelseite der Ausgabe vom 29. Mai 1958 zur beschlossenen Lohnerhöhung und Abschaffung von Lebensmittelkarten; im Zeitungstitel der dem ND 1956 verliehene Karl-Marx-Orden

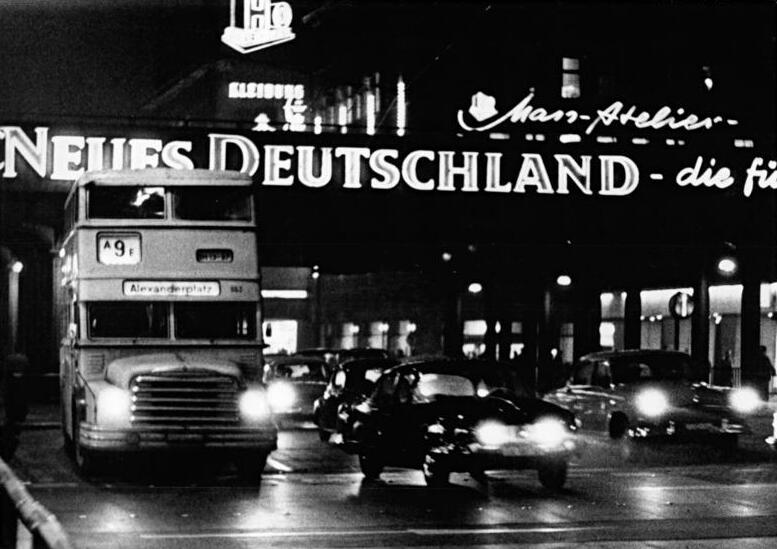
Werbung am Alexanderplatz, 1964

Das Neue Deutschland entstand als Lizenzzeitung 1946 im Zuge der von der sowjetischen Militärverwaltung (SMAD) betriebenen Zwangsvereinigung von SPD und KPD der damaligen sowjetischen Besatzungszone zur SED. Von der SMAD wurde eine Auflage von 400.000 Exemplaren mit einem Umfang von vier Seiten genehmigt. Die erste Ausgabe des „Zentralorgans der SED“ erschien am 23. April 1946, im Anschluss an den Gründungsparteitag, und ersetzte Parteizeitungen der SPD (Das Volk) und der KPD (Deutsche Volkszeitung), die ihr Erscheinen einstellten, sowie die früheren Zeitschriften Freies Deutschland und Freies Deutschland im Bild des Nationalkomitees Freies Deutschland. Der Name Neues Deutschland ist auf die damalige Bestrebung der deutschen Kommunisten zurückzuführen, ein anderes, antifaschistisches, sozialistisches, eben neues Deutschland aufzubauen. Er geht zurück auf eine kommunistische Exil-Zeitung in Mexiko, die 1942/43 zunächst als Alemania Libre (Freies Deutschland) und ab Januar 1945 als Nueva Alemania (Neues Deutschland) erschien. Wilhelm Pieck und Otto Grotewohl schrieben am 24. April 1946 in einem Geleitwort für die Zeitung: „Alles für Deutschland, alles für das neue Deutschland ist die Leitfahne unseres neuen Zentralorgan“. Als der Begriff Deutschland vor dem Hintergrund der Zwei-Staaten-Theorie um 1970 in der DDR problematisch wurde, wurde zunehmend die Abkürzung ND bevorzugt. Der gedruckte Zeitungstitel blieb jedoch bis zum Ende der DDR unverändert.
In der DDR war die Zeitung eines der wichtigsten Propagandawerkzeuge der SED und des von ihr beherrschten Ministerrates. Die Konzentration auf die Partei- und Staatsführung der DDR ging so weit, dass in einer Ausgabe vom 16. März 1987 anlässlich der Eröffnung der Leipziger Messe 43 Fotos von Erich Honecker, dem damaligen Staatsratsvorsitzenden und Generalsekretär des ZK der SED, zu sehen waren. Den innerhalb der SED-Nomenklatura sehr einflussreichen Posten des ND-Chefredakteurs bekleideten neben anderen die Spitzenfunktionäre in Partei- und Staatsapparat Rudolf Herrnstadt, Georg Stibi, Hermann Axen, Joachim Herrmann und Günter Schabowski. Im Gegensatz zu den sonstigen DDR-Tageszeitungen verfügte das Neue Deutschland über ein größeres Format und eine überdurchschnittliche Papier- und Druckqualität.
Von westlichen Regierungen wurde das Neue Deutschland als diplomatische Stimme der SED wahrgenommen.
Vor der deutschen Wiedervereinigung hatte das ND eine Auflage von einer Million Exemplare (zu einem Preis von 15 Pfennig) und war damit nach der jungen Welt die DDR-Tageszeitung mit der zweithöchsten Auflage. Danach sank die Auflage kontinuierlich auf eine verkaufte Auflage von derzeit 16400 Exemplaren. Das entspricht einem Rückgang um 37 Prozent in den vergangenen fünf Jahren und um 50 Prozent innerhalb eines Jahrzehnts. Die Altersstruktur der Leserschaft stellt das ND vor besonders große Probleme, da die Mehrzahl der Leser bereits über 60 Jahre alt ist. In der DDR beschäftigte die Zeitung lange Jahre 1.800 Mitarbeiter. Rund 70 Prozent der Belegschaft gehörten zur Druckerei, doch auch Redaktion und Verlag kamen zur Wende auf 550 Mitarbeiter. Heute sind es noch etwa 100. Stellvertretender Chefredakteur war zeitweise das vormalige NSDAP-Mitglied und Mitbegründer des Nationalkomitees Freies Deutschland Günter Kertzscher.

### Nach der Wiedervereinigung

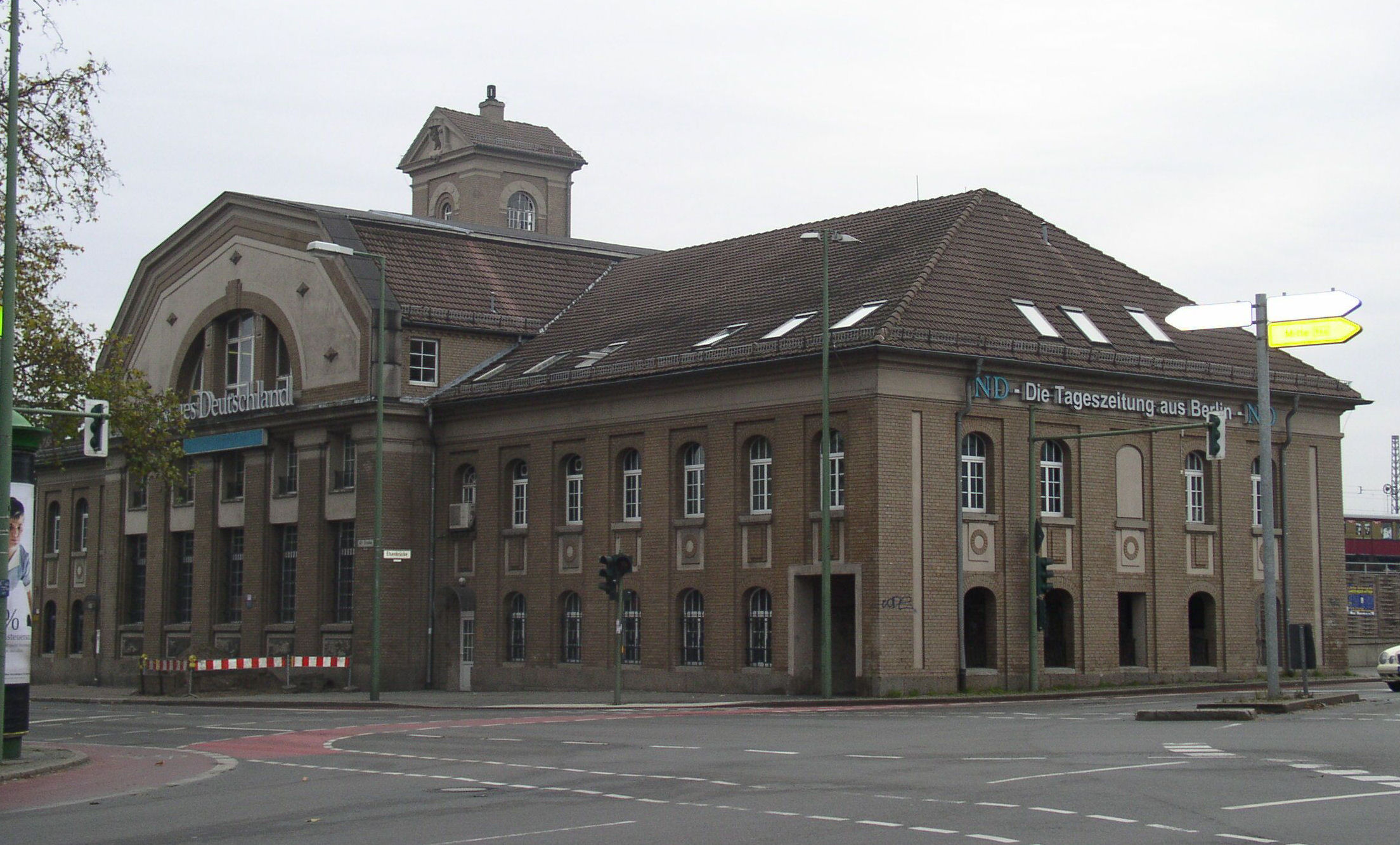
Ehemaliges Redaktionsgebäude an der Elsenbrücke (1995 bis 2005)

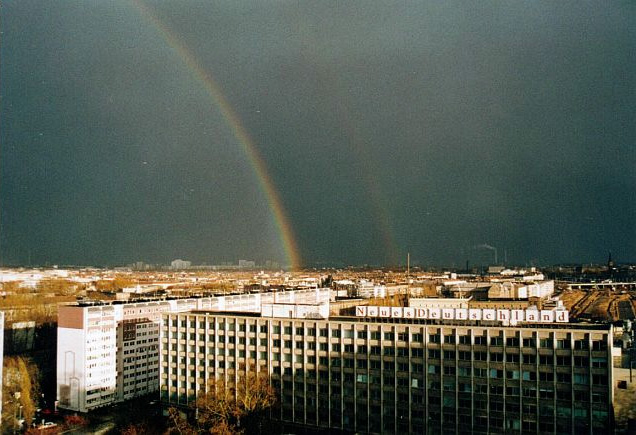
Redaktionsgebäude der Zeitung in Berlin-Friedrichshain (bis 1995; seit 2005)

Die Zeitung erscheint in einer Bundesausgabe und einer Regionalausgabe für Berlin und Brandenburg. Während der Wendezeit vollzogen Redaktion und Verlag einen tiefgreifenden Wandlungsprozess zur „unabhängigen sozialistischen Tageszeitung“. Nach eigenen Angaben ist sie „in den östlichen Bundesländern die am meisten verbreitete und gelesene überregionale Tageszeitung“. Chefredakteur war von 1999 bis 2012 der Mitbegründer und frühere Bundestagsabgeordnete der Grünen Jürgen Reents, der zuvor Pressesprecher der PDS-Bundestagsfraktion gewesen war. Von Juli bis Dezember 2012 teilte er sich das Amt mit Tom Strohschneider, der seit Januar 2013 alleiniger Chefredakteur war. Reents folgte Reiner Oschmann, der zusammen mit seiner Stellvertreterin Brigitte Zimmermann nach Richtungsstreitigkeiten mit der Geschäftsführung den Rücktritt erklärt hatte. Oschmann war bereits während seiner Zeit als Chefredakteur aus der PDS ausgetreten. Im Januar 2006 übernahm Olaf Koppe die Geschäftsführung von Dietmar Bartsch. Seit Ende Oktober 2005 arbeitet die Redaktion wieder an ihrem alten Standort im Verlagsgebäude am Franz-Mehring-Platz in der Nähe des Ostbahnhofs in Berlin, nachdem sie seit 1995 ihren Sitz im ehemaligen Osthafen-Kraftwerksgebäude an der Elsenbrücke gehabt hatte. Der Haustarif des „nd“ liege bei 60 Prozent des Flächentarifvertrags für Tageszeitungen.

### Genossenschaft
Am 22. Februar 2021 gaben die bisherigen Gesellschafter des nd bekannt, dass die Neues Deutschland Druckerei und Verlag GmbH zum Ende des Jahres 2021 aufgelöst werden soll. Eine Weiterführung der Zeitung durch die Mitarbeitenden mittels einer Genossenschaft sei erwünscht.
Am 14. August 2021 fand die Gründungs- und Generalversammlung der nd.Genossenschaft statt, an der die Mitarbeiter und Mitarbeiterinnen des nd teilnahmen. Im Anschluss erfolgte die Prüfung durch den Prüfungsverband der kleinen und mittelständischen Genossenschaften. Mit diesem Schritt fand ein großer Wandel in struktureller wie finanzieller Hinsicht statt, denn durch die Genossenschaft erfolgt eine gesellschaftsrechtliche Trennung von der Partei Die Linke und der beteiligten Gesellschafterin communio eG. Die Mitgliedschaft in der nd.Genossenschaft eG steht seit der Eintragung ins Genossenschaftsregister der Allgemeinheit offen.
Seit dem 1. Januar 2022 wird das nd als unabhängige linke Tageszeitung von der Genossenschaft herausgegeben. Als Geschäftsführer trat der stadtpolitische Aktivist und Diplom-Volkswirt Rouzbeh Taheri an. Neben der tageszeitung und der jungen Welt ist es die dritte Zeitung in Deutschland, die von einer Genossenschaft getragen wird. Im Juni 2023 wurde bekannt, dass die wirtschaftliche Zukunft der Zeitung infolge eines Fehlbetrags in Höhe von 600.000 Euro akut gefährdet ist.

## Profil
Das nd steht politisch der Partei Die Linke nahe. Im Selbstverständnis der Zeitung besteht ihre Aufgabe darin, einerseits „dem Osten eine Stimme zu geben“, zum anderen, das Geschehen aus einem „demokratisch-sozialistischen“ Blickwinkel zu betrachten – ohne sich aber als Organ von Die Linke oder einer anderen Partei zu verstehen. Die Linie der Zeitung wird nicht vom Verlag, sondern vom Chefredakteur bestimmt. Dennoch prägen zahlreiche Berichte über Politik und Parteileben von der Linkspartei die Blattrichtung.
In den Feuilleton- und Gesellschaftsseiten überwiegen ostdeutsche Themen, während politische Themen zunehmend unter einem vor allem linken, gesamtdeutschen Blickwinkel betrachtet werden. Dabei kommen auch Autoren und Meinungen zu Wort, die aus verwandten politischen Strömungen stammen. Otto Köhler, Friedrich Schorlemmer sowie zahlreiche Kritiker aus der politischen Linken und der Linkspartei, etwa aus der SAV, der früheren WASG und dem autonomen Spektrum sind mit Gastbeiträgen vertreten.
Regelmäßige Bestandteile der Zeitung sind außerdem Ratgeberseiten, TV-Programm, Anzeigen, Kolumnen, Themenseiten Gewerkschaften, Gesundheit, Umwelt, Bildung, Europa, Sport sowie Literatur. Die Leserbriefseite der Zeitung wurde häufig von anderen Medien als Gradmesser interner Debatten in der Partei Die Linke zitiert. Von November 2006 bis November 2008 wurde monatlich eine Jugendbeilage namens Sacco & Vanzetti beigelegt, die auch unabhängig von der Zeitung an ostdeutschen Universitäten verteilt wurde, und seit März 2007 gibt es eine digitale Version der Tageszeitung, ND ePaper, die ab 22 Uhr am Vorabend des Erscheinungstages abgerufen werden kann.
Recherchen der taz ergaben 2011, dass in der regelmäßig erscheinenden Beilage „ND Extra“ von Werbekunden bezahlte und teilweise von diesen verfasste Zeitungsbeiträge veröffentlicht wurden, die nicht, wie von den Pressegesetzen der Länder vorgeschrieben, als Anzeigen gekennzeichnet wurden. Diese Artikel seien außerdem günstiger als konventionelle Anzeigen. Nachdem das anfänglich dementiert wurde, räumte das ND später ein, bei der Erstellung des „ND Extra“ auf Inhalte externer Verfasser zurückzugreifen, behauptet aber, dass es sich dabei „um nicht-kommerzielle Vereine und Organisationen“ handle, bei denen sich diese an den Kosten für Druck und Vertrieb beteiligten, es entstehe dadurch jedoch „kein wirtschaftliches Abhängigkeitsverhältnis, das die redaktionelle Unabhängigkeit der Zeitung gefährden könnte.“ Der Verlag hatte sich allerdings auch bereit erklärt, den Text eines Autoherstellers abzudrucken.
Das Bundesfamilienministerium unter CDU-Ministerin Schröder bezeichnete die Zeitung als teilweise linksextremistisch. Auf Anfrage der Fraktion Die Linke im Bundestag hin äußerte sich das Ministerium 2012 wie folgt: „Die Tageszeitung ‚Neues Deutschland‘ weist gelegentlich Beiträge mit linksextremistischen Bezügen auf. Insbesondere wird auf linksextremistische Veranstaltungen hingewiesen.“ Ministerin Kristina Schröder bezog sich zudem auf angebliche Berichte des Bundesamtes für Verfassungsschutz, die es nicht gab.

## Auflage
Das nd gehört zu den deutschen Tageszeitungen mit den größten Auflagenverlusten der 2010er Jahre; von 2012 bis 2021 büßte sie etwa 50 Prozent an Auflage ein. 
Lag die Auflage des Neuen Deutschland 1989 noch bei 1,2 Millionen Exemplaren, so gab es beim nd nach Angaben der nd.Genossenschaft im ersten Quartal 2023 noch 12.309 Abonnements, darunter 2.569 Digitalabonnements. Der Kioskverkauf wurde wochentags ab August 2023 eingestellt; lediglich die Wochenendausgabe nd.DieWoche ist noch über Kioske erhältlich. Weitere Sparmaßnahmen und eine Rettungskampagne sollen das Ende des defizitären Mediums abwenden.
| 1998  | 1999  | 2000  | 2001  | 2002  | 2003  | 2004  | 2005  | 2006  | 2007  | 2008  | 2009  | 2010  | 2011  | 2012  | 2013  | 2014  | 2015  | 2016  | 2017  | 2018  | 2019  | 2020  | 2021  | 2022 | 2023 | 2024 |
| ----- | ----- | ----- | ----- | ----- | ----- | ----- | ----- | ----- | ----- | ----- | ----- | ----- | ----- | ----- | ----- | ----- | ----- | ----- | ----- | ----- | ----- | ----- | ----- | ---- | ---- | ---- |
| 65261 | 62027 | 59811 | 56992 | 54746 | 51587 | 50049 | 49382 | 45247 | 42814 | 41049 | 40320 | 37814 | 36797 | 34901 | 32090 | 30409 | 28669 | 27096 | 24978 | 24035 | 20577 | 18491 | 17186 |      |      |      |

| 1998  | 1999  | 2000  | 2001  | 2002  | 2003  | 2004  | 2005  | 2006  | 2007  | 2008  | 2009  | 2010  | 2011  | 2012  | 2013  | 2014  | 2015  | 2016  | 2017  | 2018  | 2019  | 2020  | 2021  | 2022 | 2023 | 2024 |
| ----- | ----- | ----- | ----- | ----- | ----- | ----- | ----- | ----- | ----- | ----- | ----- | ----- | ----- | ----- | ----- | ----- | ----- | ----- | ----- | ----- | ----- | ----- | ----- | ---- | ---- | ---- |
| 60034 | 58001 | 55768 | 53305 | 51064 | 48325 | 45922 | 44145 | 42276 | 39926 | 38084 | 36529 | 35259 | 33556 | 32030 | 30353 | 28281 | 26585 | 24885 | 23136 | 21793 | 18452 | 17067 | 15670 |      |      |      |

## Chefredakteure
Bisherige Chefredakteure des nd (unvollständig):

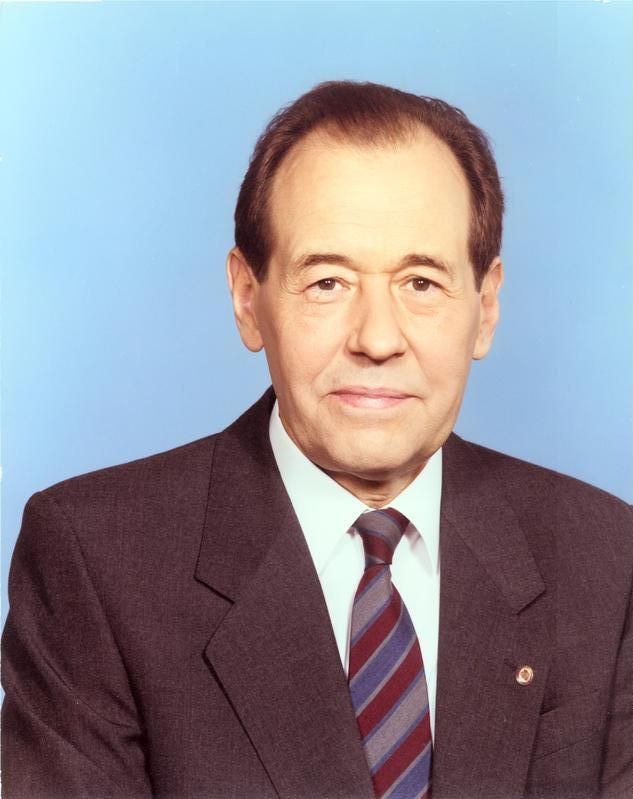
Joachim Herrmann, Chefredakteur 1971–1978

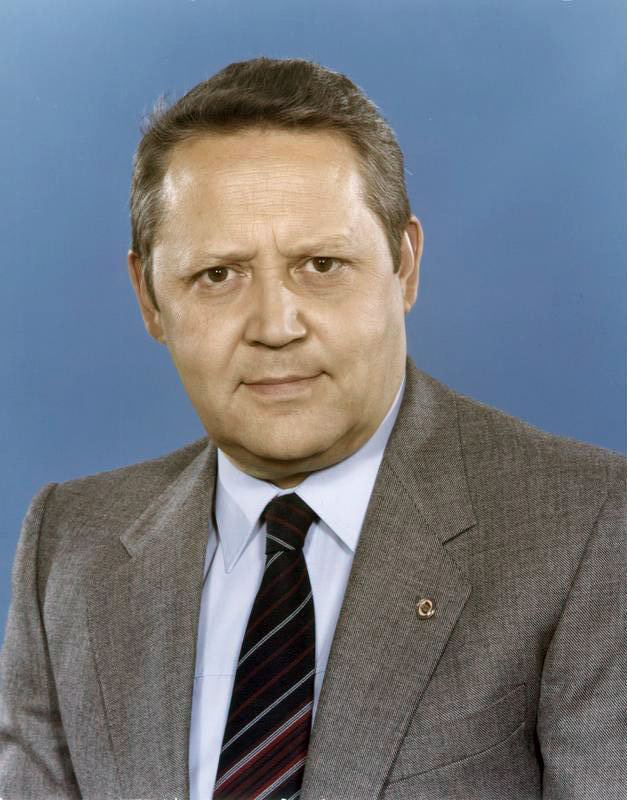
Günter Schabowski, Chefredakteur 1978–1985

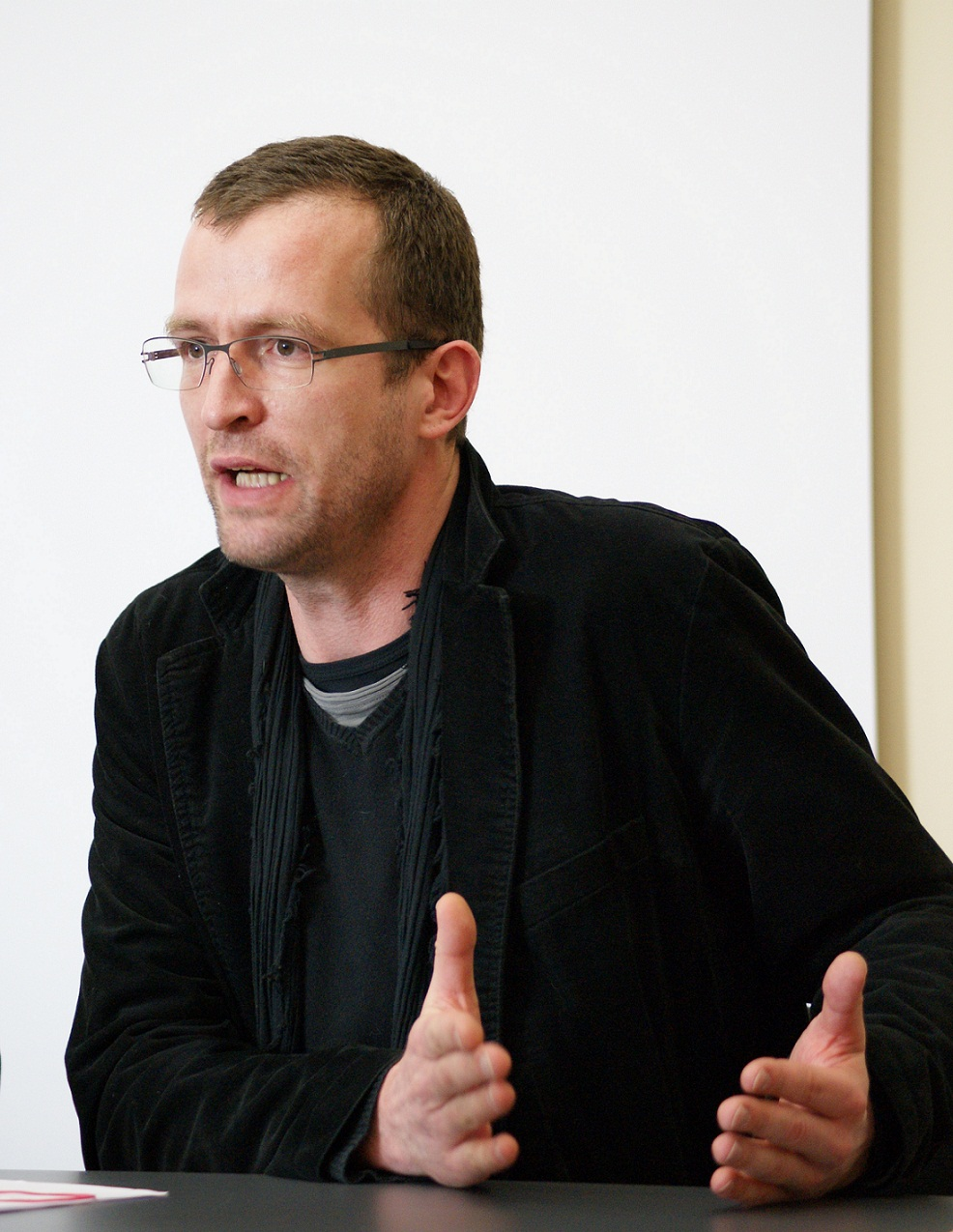
Tom Strohschneider, Chefredakteur 2012–2017

| Zeitraum  | Name |
| --------- | --- |
| 1946      | Sepp Schwab und Max Nierich                                                                                  |
| 1946–1949 | Adolf „Lex“ Ende und Max Nierich                                                                             |
| 1949–1953 | Rudolf Herrnstadt                                                                                            |
| 1953–1955 | Heinz Friedrich                                                                                              |
| 1955–1956 | Georg Stibi                                                                                                  |
| 1956–1966 | Hermann Axen                                                                                                 |
| 1966–1971 | Rudolf Singer                                                                                                |
| 1971–1978 | Joachim Herrmann                                                                                             |
| 1978–1985 | Günter Schabowski                                                                                            |
| 1985–1989 | Herbert Naumann                                                                                              |
| 1989–1992 | Wolfgang Spickermann                                                                                         |
| 1992–1999 | Reiner Oschmann                                                                                              |
| 1999–2012 | Jürgen Reents                                                                                                |
| 2012      | Jürgen Reents und Tom Strohschneider                                                                         |
| 2013–2017 | Tom Strohschneider                                                                                           |
| ab 2017   | Wolfgang Hübner (interim)                                                                                    |
| ab 2020   | im Kollektiv: Wolfgang Hübner, Martin Kröger, Uwe Sattler, Regina Stötzel, Ines Wallrodt                     |
| ab 2021   | im Kollektiv: Wolfgang Hübner, Martin Kröger, Corinna Meisenbach, Uwe Sattler, Regina Stötzel, Ines Wallrodt |
| ab 2022   | im Kollektiv: Wolfgang Hübner, Uwe Sattler, Regina Stötzel, Ines Wallrodt                                    |
| ab 2024   | im Kollektiv: Regina Stötzel, Ines Wallrodt, Oliver Kern                                                     |

## Redakteure und bekannte Autoren
- Klaus Huhn, Sportjournalist beim ND von 1946 bis 1990, Vorsitzender der Sportjournalistenvereinigung im Verband der Journalisten der DDR
- Georg Hansen, von 1955 bis 1969 beim ND, zeitweise stellvertretender Chefredakteur, Mitglied der Außenpolitischen und der Agitationskommission beim Politbüro des ZK der SED
- Günter Kertzscher, von 1955 bis 1983 beim ND, zuletzt stellvertretender Chefredakteur, stellvertretender Vorsitzender des Verbands der Journalisten der DDR
- Harald Wessel, von 1963 bis 1990 beim ND, zuletzt stellvertretender Chefredakteur, Mitglied der Jugendkommission beim Politbüro des ZK der SED
- Christoph Butterwegge, von August 2012 bis 2013 in der Kolumne Der Krisenstab[38][39]
- Kathrin Gerlof, Kolumnistin der Rubrik Flattersatz ab 2013
- Gerhard Hanloser ist freier Autor
- Ernst Röhl, bis 2013 Kolumnist der Rubrik Flattersatz[39]
- Hans-Dieter Schütt, von 1992 bis 2013 Feuilletonredakteur, zuvor Chefredakteur des FDJ-Zentralorgans Junge Welt
- Sahra Wagenknecht, vom Sommer 1992 bis Sommer 2017 als freie Autorin, hauptsächlich in der Kolumne Der Krisenstab[40]
- Mathias Wedel, bis 2013 Kolumnist der Rubrik Flattersatz[39]
- Bernd Zeller, Kolumnist der Rubrik Flattersatz
- Brigitte Zimmermann bis 2003[39]
- Paula Irmschler, Kolumnistin von 2017 bis 2020
- Tadzio Müller, Kolumnist bis 2021[41]
- Leo Fischer schreibt die Kolumne Das kann weg[42]
- Sarah-Lee Heinrich, ehemalige Sprecherin der Grünen Jugend[43]
- Melanie Jaeger-Erben, Techniksoziologin und Kolumnistin seit 2024[44]

## Beteiligungen und Kooperationen
Die frühere Verlagsgesellschaft hielt Anteile an diversen Vertriebsfirmen, unter anderem 51 Prozent der MVVG Medien-, Versand- und Vertriebsgesellschaft mbH und Minderheitsanteile an neun weiteren Presse-Vertriebsgesellschaften.
Sie besaß 90 Prozent der Tochterfirma Grundstücksgesellschaft Franz-Mehring-Platz 1 GmbH. 2021 war das nd Mitgründerin der alerta-Plattformgenossenschaft, die seitdem eine gleichnamige App zur Bündelung linker Medienangebote vertreibt.
Mehrfach gab es Werbekooperationen mit Wochenzeitung der Freitag. Eine internationale Kooperation besteht seit 2024 mit Il manifesto, eine weitere mit der französischen L’Humanité.

## Erscheinungsbild

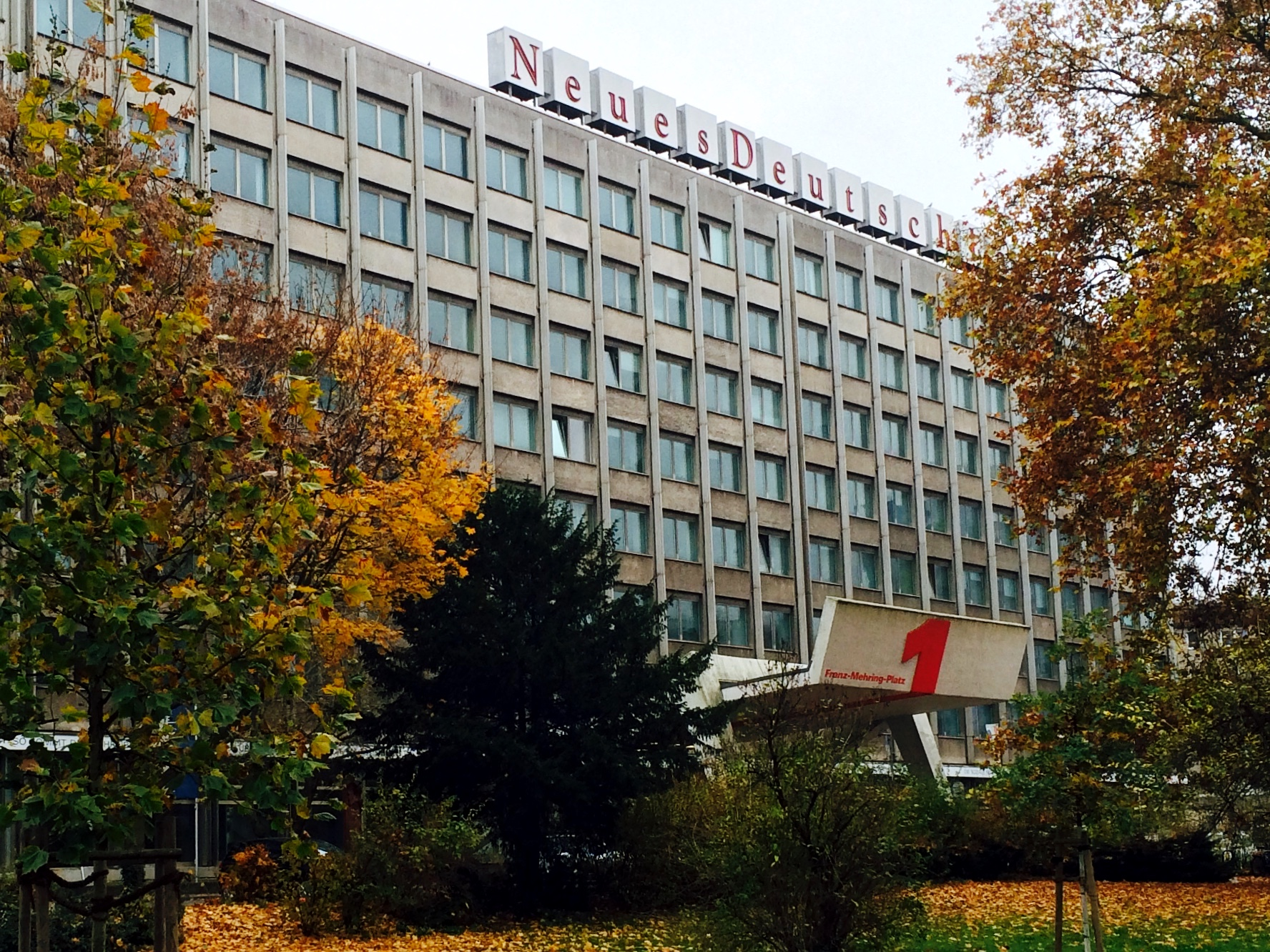
Verlagsgebäude in Berlin-Friedrichshain

Mit der Ausgabe vom 30. September 2011 erschien das Neue Deutschland das letzte Mal im alten Design. Mit dem Relaunch ging auch ein Wechsel bei der Schreibung des Namens der Zeitung einher: Mit der Ausgabe vom 1. Oktober 2011 wurde aus Neues Deutschland die neue Eigenschreibweise neues deutschland. Zusätzlich erhielt die Zeitung ein völlig überarbeitetes Design und einen neuen Zeitungskopf.
Eine weitere Überarbeitung des Erscheinungsbilds erfolgte im Oktober 2013.
Seit dem 20. Oktober 2018 erscheint die Wochenendausgabe unter dem Titel nd.DieWoche. Am 13. Juli 2020 wurde die tägliche Ausgabe an das Layout der Wochenendausgabe angepasst und nennt sich jetzt nd.DerTag. Damit will die Zeitung nach eigenen Angaben das Profil einer gesamtdeutschen und nicht mehr nur ostdeutschen Zeitung erreichen.
Am 29. April 2024 erschien die letzte gedruckte Montagsausgabe und am 26. April 2025 die letzte gedruckte Samstagsausgabe, seitdem erscheint die Zeitung montags bzw. samstags ausschließlich digital in einer App. Die App ist eine Eigenentwicklung des nd, die in einem Kooperationsprojekt mit der in Zürich ansässigen WOZ Die Wochenzeitung realisiert wurde. [veraltet]Seit Mai 2025 erhalten die Abonnenten die gedruckte Wochenendausgabe nd.DieWoche bereits am Freitag.

## Auszeichnungen
Die Zeitung ist seit 1956 Träger des Karl-Marx-Ordens. Diese bedeutendste Auszeichnung der DDR wurde der Zeitung durch den Präsidenten der Deutschen Demokratischen Republik, Wilhelm Pieck, verliehen. Ferner ist die Zeitung Träger des Vaterländischen Verdienstordens. Beide Orden wurden zeitweise auch im Zeitungskopf geführt, jedoch derzeit nicht.
Im Jahr 2015 erhielt die Zeitung einen LeadAward in Bronze in der Kategorie Zeitung des Jahres. Die Sonderausgabe Danke, Befreier! anlässlich des 70. Jahrestages des Sieges über Nazideutschland erhielt eine Auszeichnung in der Kategorie Beitrag des Jahres.